# Coleochaete
Coleochaete — рід паренхіматозних харофітових зелених водоростей з порядку Coleochaetales. Гаплоїдні, розмножуються як статевим, так і безстатевим шляхом та мають справжню багатоклітинну організацію. Рослини утворюють плоскі розкидані диски ростуть на поверхні підводних каменів ябо як епіфіти на водних рослинах в прісноводних потоках. Оскільки вони демонструють деякі найдавніші та найпростіші риси росту багатоклітинних рослин, вони є ідеальними модельними організмами в галузі синтетичної біології. Вони легкі в культурі, а методи, які використовувались для вивчення Arabidopsis thaliana, застосовуються до Coleochaete.
Coleochaete має оболонку зі стерильних клітин, які оточують гаметангію та зиготу. Однак, на відміну від сухопутних рослин, в Coleochaete спостерігається зиготичний мейоз, мейоз відбувається безпосередньо в зиготі, а не в диплоїдних клітинах, що виникає внаслідок мітотичного поділу зиготи.

## Види
- Coleochaete divergens
- Coleochaete nepravilis
- Coleochaete nitellarum
- Coleochaete orbicularis
- Coleochaete pulvinata
- Coleochaete sampsonii
- Coleochaete scutata
- Coleochaete soluta